# 环硼氮烷
環硼氮烷（英語：Borazine）是一種非極性的无机化合物，化学式为B3N3H6。該環狀化合物的結構中有三個B-H單元和三個N-H單元交替出現。它是苯的等电子体，故有時被稱為無機苯。與苯一樣，环硼氮烷是一種具有芳香氣味的無色液體。

## 合成
在1926年，化學家Alfred Stock和Erich Pohland通過乙硼烷與氨的反應合成了環硼氮烷。
環硼氮烷可以通過乙硼烷和氨按1:2比例在250-300°C下反应合成，轉化率为50%。
3 B2H6 + 6 NH3 → 2 B3H6N3 + 12 H2
更有效的途徑為硼氫化鈉与氯化铵反应：
6 NaBH4 + 3 (NH4)2SO4 →  2 B3N3H6 + 3 Na2SO4 + 18 H2
在兩步法中，三氯化硼先轉化為三氯环硼氮烷：
3 BCl3 + 3 NH4Cl → B3Cl3H3N3 + 9 HCl
再使用硼氢化钠还原：
2 B3Cl3H3N3 + 6 NaBH4 → 2 B3H6N3 + 3 B2H6 + 6 NaCl

## 結構
環硼氮烷與苯為等電子體，具有相似的性質，因此有時也被稱為無機苯。由於硼和氮之間的電負性差異，它們並不完全相同。X射線晶體學結構測定表明，環硼氮烷內的鍵長都等於1.429Å，與苯性質相同。然而，環硼氮烷並沒有形成完美的六邊形。硼原子的鍵角為117.1°，氮原子的鍵角為122.9°，使分子具有D3h對稱點群。
與氮的電負性（鮑林標度3.04）相比，硼的電負性（2.04）以及硼的缺乏電子和氮的孤對電子有利於環硼氮烷的內消旋體結構。
其中硼表現為路易斯酸，氮表現為路易斯鹼。

## 芳香性
由於環硼氮烷與苯的相似性，因此對其芳香性進行了許多計算和實驗分析。環硼氮烷的π電子數遵從4n+2規則，B-N鍵長相等，表明其可能是芳香族化合物。然而硼和氮之間的電負性差異導致電荷共享不均，從而導致鍵具有更大的離子特性，因此預計其電子離域比全碳類似物差。環硼氮烷的標準生成焓變化量ΔHf為−531 kJ/mol，熱穩定性非常好。

### 自然鍵軌道
自然鍵軌道理論（NBO）分析表示環硼氮烷中的芳香性較弱。在NBO模型中，環中的B-N鍵略微偏離原子核軸，B和N的電荷差異較大。核獨立化學位移（NCS）分析提供了一些進一步的證據，證明基於B-N π鍵對磁屏蔽的貢獻的芳香性。基於NBO軌道的計算表明，該 π 鍵允許產生微弱的環電流，在一定程度上抵消了環硼氮烷中心模擬的磁場。一個小的環電流確實表明存在一些離域現象。

### 電子局域函數
電子局域函數（ELF）對環硼氮烷中的成鍵進行拓撲分析，表明環硼氮烷可以認為是芳香族化合物。然而，基於電子盆地的分叉值差異，環硼氮烷中的鍵合比苯的鍵合離域性更差。較大的分叉值表示電子離域性較好，有人認為當該分岔值大於0.70時，其離域性就足以指定化合物為芳香族化合物。對於苯，該值為0.91，但環硼氮烷的π系統在ELF值為0.682時分叉。這是由於B和N之間的電負性差異，產生鍵的相互作用力比苯中C-C的相互作用力弱，導致電子在B-H和N-H單元上的定域化增加。分叉值略低于0.70的极限值，表明其有中等的芳香性。

## 性質與用途

### 水解
環硼氮烷很容易水解，生成硼酸、氨和氫氣。

### 聚合

聚環硼氮烷

在70°C下加熱環硼氮烷會放出氫氣並形成聚環硼氮烷：
n B3N3H6 → [B3N3H4]n

### 鹵化氫和鹵素
環硼氮烷與氯化氫形成加成物：
B3N3H6 + 3 HCl → B3Cl3N3H9
環硼氮烷與氯化氫的加成反應
B3Cl3N3H9 + NaBH4 → (BH4N)3
使用硼氫化鈉還原
環硼氮烷與溴的加成反應無需催化劑。其對硼進行親核攻擊，對氮進行親電攻擊。

### 陶瓷前體
氮化硼可通過將聚環硼氮烷加熱至1000°C製備。
環硼氮烷也是其他潛在陶瓷的起始材料，例如碳氮化硼。環硼氮烷也可用作前體，在銅、鉑、鎳、鐵等催化表面使用化學氣相沉積法（CVD）生長六方氮化硼（h-BN）薄膜和單層。

### 其他用途
聚環硼氮烷已被提議作為氫燃料電池汽車應用的回收儲氫介質，使用「單罐」工藝進行消化和還原以重新生成硼烷氨。
在其他B-N型化合物中，混合的氨基-硝基取代環硼氮烷已被預測優於碳基炸藥，如CL-20。

## 延伸閱讀
- Sneddon LG, Mirabelli MG, Lynch AT, Fazen PJ, Su K, Beck JS.  (PDF). Pure Appl. Chem. 1991, 63 (3): 407–410  [2023-01-25]. S2CID 53629042. doi:10.1351/pac199163030407. （原始内容存档 (PDF)于2012-02-08）.
- Jeon JK, Uchimaru Y, Kim DP. . Inorganic Chemistry. August 2004, 43 (16): 4796–8. PMID 15285647. doi:10.1021/ic035254a.
- Paetzold P.  (PDF). Pure Appl. Chem. 1991, 63 (3): 345–350  [2023-01-25]. S2CID 53659373. doi:10.1351/pac199163030345. （原始内容存档 (PDF)于2012-07-16）.
- Islas R. . Structural Chemistry. 2007, 18 (6): 833–839. S2CID 95098134. doi:10.1007/s11224-007-9229-z.